# Бабаян, Роман Георгиевич
Рома́н Гео́ргиевич Бабая́н (род. 7 декабря 1967, Баку, Азербайджанская ССР, СССР) — российский политический деятель, тележурналист, телеведущий и пропагандист. Депутат Московской городской думы VII созыва (2019—2024).
Ведущий авторского общественно-политического ток-шоу «Своя правда» на телеканале «НТВ», телевизионной программы «Право голоса» на «Третьем канале» (2009—2012) и телеканале «ТВ Центр» (2012—2019). Главный редактор радиостанции «Говорит Москва» (с 2019 года).
Лауреат премии «ТЭФИ—2017» в номинации «Ведущий общественно-политического ток-шоу прайм-тайма» за программу «Право голоса» на телеканале «ТВ Центр».
В феврале 2022 года против него в Европейском союзе и ряде других стран были введены персональные санкции в связи со вторжением России на Украину.

## Биография
Роман Бабаян родился 7 декабря 1967 года в городе Баку Азербайджанской ССР, в смешанной русско-армянской семье.
Отучившись в Азербайджанском политехническом институте два года на радиотехническом факультете, в 1986 году ушёл в армию, служил в Венгрии в составе Южной группы войск ВС СССР.
В 1988 году перешёл в Московский институт связи на факультет «Телевидение и радио», окончив его в 1991 году по специальности «инженер по телевидению и радиовещанию».
В совершенстве владеет английским, азербайджанским и турецким языками, знает армянский язык.

### Семья
Жена (с 1995 года) — Марина Чернова, в прошлом — звукооператор ВГТРК и телевизионный режиссёр новостей «РЕН ТВ».
Есть три сына:
- Георгий (род. 1995), — учился в Институте государственной службы и управления РАНХиГС (направление «Зарубежное регионоведение»). Окончил магистратуру на факультете Высшая школа телевидения МГУ, во время учёбы (с мая 2017 по октябрь 2019 года) работал корреспондентом на канале «ТВ Центр»[8][9]. В 2019 году стал корреспондентом телеканала RT и ведущим радиостанции «Говорит Москва»[10].
- Герман (род. 2000), — также обучается в ИГСУ РАНХиГС по направлению «Зарубежное регионоведение»[10].
- Роберт (род. 2011).

### Собственность и доходы
По итогам 2019 года задекларировал 12 198 154 рублей дохода. Имеет в собственности два легковых автомобиля (BMW 420 и BMW 530D GT).

## Карьера

### Журналистика
В сентябре 1991 года начал работать во Всероссийской государственной телевизионной и радиовещательной компании (ВГТРК) в качестве инженера отдела подготовки и выдачи в эфир радиопрограмм службы новостей «Радио России».
С 1993 года работал корреспондентом ВГТРК. Работал в 54 странах мира, в горячих точках России и зарубежья: в Ингушетии, Северной Осетии, Таджикистане, Чечне, Южной Осетии, Аджарии, Грузии, Приднестровье, Афганистане, Палестине, Югославии, Косово, Боснии, Ираке и др.. Встречался с Саддамом Хусейном и Аугусто Пиночетом, Луисом Корваланом и Муаммаром Каддафи.
С сентября 1994 года по сентябрь 2000 года работал в программе «Вести» Российского телевидения, начав с должности корреспондента и завершив деятельность в программе в качестве политического обозревателя. Делал репортажи во время начала бомбардировок Югославии весной 1999 года.
В сентябре 2000 года Бабаян перешёл на «Первый канал» (ОРТ) и стал политическим обозревателем программ «Новости» и «Время». Один из первых репортажей Бабаяна на ОРТ был посвящён церемонии закрытия летних Олимпийских игр 2000 года в Сиднее. В марте 2003 года был в числе корреспондентов телеканала, освещавших Иракскую войну: делал материалы из Багдада.
С марта 2005 по ноябрь 2012 года работал на «Третьем канале». Первоначально являлся шеф-редактором итоговых программ «Выводы» и «Главная тема», в 2008 году стал ведущим информационной программы «Город».
С декабря 2009 по 11 июля 2019 года вёл программу «Право голоса»: сначала на «Третьем канале», после его закрытия в декабре 2012 года — на телеканале «ТВ Центр».
С июля 2013 года исполнял обязанности главного редактора радиостанции «Финам FM» (с марта 2014 года название было изменено на «Столица 99.6 FM»).
24 июня 2019 года возглавил радиостанцию «Говорит Москва», заняв должность, которая была вакантной со дня гибели Сергея Доренко.
16 августа 2019 года объявил о переходе на НТВ, где с 9 сентября стал вести политическое ток-шоу «Своя правда».

### Политическая деятельность
На парламентских выборах 2016 года входил в список кандидатов партии «Справедливая Россия», первым номером в региональной группе (Кунцево-Нагатино-Черемушкинский-Чертаново). В Госдуму избран не был.
8 сентября 2019 года избран депутатом Московской городской Думы VII созыва от районов Филёвский парк, Хорошёво-Мнёвники и Щукино. Член фракции постоянного депутатского объединения «Моя Москва», член комиссий по государственному строительству и местному самоуправлению, культуре и массовым коммуникациям и по экологической политике.
Роман Бабаян является членом Общественной палаты Московской области, а также членом Комиссии по вопросам информационного сопровождения государственной национальной политики Совета при Президенте Российской Федерации по межнациональным отношениям.

## Санкции
В феврале 2022 года был внесён в санкционный список в Европейском союзе в связи со вторжением России на Украину, так как «распространял антиукраинскую пропаганду и пропагандировал позитивное отношение к действиям сепаратистов на Донбассе».
25 марта 2022 года Австралия ввела санкции против Бабаяна, поскольку он «распространяет дезинформацию в попытках узаконить неспровоцированное и незаконное вторжение на Украину».
15 марта 2022 года попал под санкции Великобритании. Кроме того, находится в санкционных списках Канады как «российский деятель дезинформации и пропаганды», Украины и Швейцарии.

## Награды и премии
- орден «За личное мужество» (17 января 1994)[34]
- орден Дружбы (3 января 2024) — за заслуги в развитии средств массовой информации и многолетнюю добросовестную работу[35]
- медаль ордена «За заслуги перед Отечеством» II степени (2018)
- медаль «За укрепление боевого содружества» (2002)
- медаль «За возвращение Крыма» (2014)
- медаль «Боевое братство» (2004)[20]
- медаль НАТО «За участие в миротворческой операции НАТО в Косове» (2000)[34]
- лауреат премии «Пресс-ЭЛИТА» (2003) — за документальный фильм «Ирак. Сто дней без Саддама»
- лауреат премии «ТЭФИ» (2017) в номинации «Ведущий общественно-политического ток-шоу прайм-тайма» категории «Вечерний прайм»[36]

## Проекты
Из многочисленных проектов выделяются следующие работы Р. Бабаяна:
- 1999: «Турецкий Курдистан. Пятнадцать лет войны» — эфир РТР[37]
- 2000: «База» — эфир РТР
- 2003: «Ирак. Сто дней без Саддама» — эфир «Первого канала»
- 2003: «Сантьяго. Чили. 30 лет спустя» — эфир «Первого канала»
- 2004: «Американская формула свободы» — эфир «Первого канала»[38]
- 2004: «Цхинвальский лабиринт» — эфир «Первого канала»
- 2005: «Русский афганец» — эфир «Первого канала»
- 2016: книга «Территория войны. Кругосветный репортаж из горячих точек»